# Пристеночный ламинарный слой
Присте́ночный ламина́рный слой — слой жидкости или газа, в котором наблюдается ламинарное течение, располагающийся вблизи стенки русла, в то время как в остальной части потока режим течения турбулентный.
Указанный слой всегда существует в трубах с турбулентным течением. Это обусловлено тем, что скорость течения жидкости вблизи стенки намного меньше скорости течения в основной части потока, и в месте контакта стенки трубы и жидкости скорость равна нулю.
Пристеночный ламинарный слой тем тоньше, чем большее значение имеет число Рейнольдса (чем больше турбулентность). В том случае, если толщина пристеночного ламинарного слоя больше размера шероховатостей стенок трубы, то труба считается гидравлически гладкой, если указанный слой тоньше размера шероховатостей, то трубу нужно считать гидравлически шероховатой.
Когда с увеличением числа Рейнольдса из-под пристеночного ламинарного слоя начинают выступать частицы шероховатости, и характер зависимости коэффициента потерь на трение по длине от числа Рейнольдса меняется, и определяется по графическим зависимостям. Соответственно в этом случае изменится характер гидравлических потерь на трение по длине.